# Campeonato Sudamericano de Futsal Sub-17
El campeonato Sudamericano de Futsal Sub-17, también conocido como Conmebol Sub17 Futsal, es la versión Sub-17 de la Copa América de Futsal.
La segunda edición celebrada en 2018 fue una competición sub-18 para decidir los clasificados para el Torneo Olímpico de Fútbol Sala de la Juventud 2018.

## Campeones por año

### Ediciones oficiales
| Año           | Sede          |           | Campeón | Resultado | Subcampeón |     | Tercero   | Resultado | Cuarto |
| 2016 Detalle  | Foz do Iguaçu | Brasil    | 4:2     | Argentina | Venezuela  | 4:2 | Perú      |           |        |
| 2018 Detalle* | Luque         | Brasil    | 3:2     | Argentina | Colombia   | 3:0 | Venezuela |           |        |
| 2022 Detalle  | Luque         | Argentina | 2:1     | Brasil    | Venezuela  | 5:1 | Colombia  |           |        |
| 2024 Detalle  | Luque         | Argentina | 2:0     | Brasil    | Venezuela  | 2:0 | Bolivia   |           |        |

### Medallero oficial
| Núm. | País      | Oro | Plata | Bronce | Total |
| ---- | --------- | --- | ----- | ------ | ----- |
| 1º   | Argentina | 2   | 2     | 0      | 4     |
| 1°   | Brasil    | 2   | 2     | 0      | 4     |
| 3º   | Venezuela | 0   | 0     | 3      | 3     |
| 4º   | Colombia  | 0   | 0     | 1      | 1     |

## Palmarés
En cursiva, se indica el torneo en que el equipo fue local.
| Equipo    | Campeón        | Subcampeón     | Tercer lugar         | Cuarto lugar |
| --------- | -------------- | -------------- | -------------------- | ------------ |
| Argentina | 2 (2022, 2024) | 2 (2016, 2018) |                      |              |
| Brasil    | 2 (2016, 2018) | 2 (2022, 2024) |                      |              |
| Venezuela |                |                | 3 (2016, 2022, 2024) | 1 (2018*)    |
| Colombia  |                |                | 1 (2018)             | 1 (2022)     |
| Perú      |                |                |                      | 1 (2016)     |
| Bolivia   |                |                |                      | 1 (2024)     |